# 湘南年关暴动指挥部旧址
湘南年关暴动指挥部旧址位于湖南省郴州市宜章县中夏街26号，是1928年朱德、陈毅策划发动湘南年关暴动时的指挥部和工农革命军司令部所在地，于1996年11月由中华人民共和国国务院公布为第四批全国重点文物保护单位。
旧址建筑为庭院式砖木建筑，清代湘南建筑风格。坐北朝南，由前栋、东栋、西栋和后栋组成，为两院三进式、两层青砖白墙砖木结构建筑。始建于清顺治年间，原为清守备署。1919年改为县立女子职业学校。1928年成为湘南年关暴动的指挥部。现已按1928年的原貌作了复制陈列。